# Open Diagnostic Data Exchange
ODX (Open Diagnostic Data Exchange) es un lenguaje de marcado desarrollado y liberado en 2004 por la Association for Standardisation of Automation and Measuring Systems (ASAM) que se utiliza en automoción y que proporciona información necesaria para la diagnosis de vehículos completos o centralitas electrónicas individuales.
Descrito en la norma internacional ISO 22901-1, su versión más reciente es la 2.2 (18 de mayo de 2008).

## Descripción
En casi todos los vehículos modernos, las centralitas electrónicas llevan cargado un software cuyo tamaño puede llegar a ser del orden de los megabytes. Mediante una interfaz especial, el llamado "interfaz de diagnosis", un aparato de test externo al vehículo puede conectarse a la red electrónica del mismo. Dicho tester intercambia con las centralitas mensajes siguiendo un protocolo estandarizado orientado a mensaje, normalmente KWP2000 (ISO 14230) o UDS (ISO 14229). ODX describe cómo convertir a un formato legible para una persona los datos que la centralita manda a través del protocolo UDS. La información necesaria para esta “traducción” se guarda en unos archivos conocidos como “contenedores” que tienen extensión XML, un formato para la estructuración de información estandarizado por el World Wide Web Consortium.
El protocolo ODX evita redundancias y permite minimizar los requerimientos en cuanto a capacidad de cálculo de las centralitas, con el consiguiente ahorro en hardware.